# Equazione differenziale alle derivate parziali iperbolica
In analisi matematica, un'equazione differenziale alle derivate parziali iperbolica di ordine {\displaystyle n} è un'equazione differenziale alle derivate parziali che ha un problema ai valori iniziali ben posto per le prime {\displaystyle n-1} derivate. Più precisamente, il problema di Cauchy può essere risolto localmente per qualunque dato iniziale posto arbitrariamente lungo ogni ipersuperficie non caratteristica.
Molte equazioni della meccanica sono di tipo iperbolico, e ciò si riflette nell'interesse per lo studio di tali equazioni. Le soluzioni delle equazioni iperboliche sono "simili" alle onde, ed infatti l'equazione iperbolica di base è l'equazione delle onde, che in una dimensione è:
{\displaystyle {\frac {\partial ^{2}u}{\partial x^{2}}}-{\frac {1}{v^{2}}}{\frac {\partial ^{2}u}{\partial t^{2}}}=0}
La proprietà di questa equazione è che, se {\displaystyle u(x,t)} e la sua prima derivata temporale sono dati iniziali specificati arbitrariamente lungo la linea iniziale {\displaystyle t=0}, allora esiste una soluzione per tutto il tempo.
Se si immette una perturbazione nei dati iniziali dell'equazione differenziale iperbolica, allora non tutti i punti dello spazio risentono assieme della perturbazione. Relativamente ad una coordinata temporale, infatti, le perturbazioni hanno una velocità di propagazione finita e viaggiano lungo una delle caratteristiche dell'equazione. Ciò distingue qualitativamente le equazioni differenziali alle derivate parziali iperboliche da quelle ellittiche e paraboliche. Una perturbazione sui dati iniziali o sul contorno di un'equazione ellittica o parabolica infatti si risente immediatamente su tutti i punti del dominio.
Sebbene la definizione di iperbolicità sia fondamentalmente qualitativa, ci sono precisi criteri che dipendono dal tipo di equazione differenziale in considerazione. C'è una teoria ben sviluppata sugli operatori differenziali lineari dovuta a Lars Gårding nel contesto dell'analisi microlocale. Le equazioni differenziali non lineari sono iperboliche se le loro linearizzazioni sono iperboliche secondo Gårding.

## Definizione
Un'equazione differenziale alle derivate parziali è iperbolica al punto {\displaystyle P} se il problema di Cauchy è risolvibile unicamente in un intorno di {\displaystyle P} per ogni dato iniziale posto su un'ipersuperficie non caratteristica passante per {\displaystyle P}. Qui i dati iniziali consistono in tutte le derivate trasversali sulla superficie fino all'ordine inferiore rispetto a quello dell'equazione.

### Esempi
Con un cambio lineare di variabili, ogni equazione della forma:
{\displaystyle A{\frac {\partial ^{2}u}{\partial x^{2}}}+B{\frac {\partial ^{2}u}{\partial x\partial y}}+C{\frac {\partial ^{2}u}{\partial y^{2}}}+{\text{(termini di grado inferiore)}}=0}
con:
{\displaystyle B^{2}-4AC>0}
può essere trasformata nell'equazione delle onde, a parte i termini di grado inferiore che non sono essenziali per lo studio qualitativo dell'equazione. Questa definizione è analoga a quella di un'iperbole sul piano.
L'equazione delle onde monodimensionale:
{\displaystyle {\frac {\partial ^{2}u}{\partial x^{2}}}-{\frac {1}{v^{2}}}{\frac {\partial ^{2}u}{\partial t^{2}}}=0}
è un esempio di equazione iperbolica. Anche gli esempi polidimensionali (come il caso generale 
{\displaystyle \nabla ^{2}u-{\frac {1}{v^{2}}}{\frac {\partial ^{2}u}{\partial t^{2}}}=0}) ricadono nella categoria delle EDP iperboliche.
Questo tipo di equazione del secondo ordine può essere trasformata in un sistema iperbolico di equazioni differenziali del primo ordine.

## Sistema iperbolico
Si consideri il sistema di {\displaystyle s} equazioni differenziali del primo ordine per {\displaystyle s} funzioni incognite:
{\displaystyle {\vec {u}}=(u_{1},\ldots ,u_{s})\qquad {\vec {u}}={\vec {u}}({\vec {x}},t)\quad {\vec {x}}\in \mathbb {R} ^{d}}
dato da:
{\displaystyle {\frac {\partial {\vec {u}}}{\partial t}}+\sum _{j=1}^{d}{\frac {\partial }{\partial x_{j}}}{\vec {f^{j}}}({\vec {u}})=0\qquad {\vec {f^{j}}}\in C^{1}(\mathbb {R} ^{s},\mathbb {R} ^{s})\quad j=1,\ldots ,d}
dove {\displaystyle {\vec {f^{j}}}} sono funzioni continue e differenziabili una volta, non necessariamente lineari. Definendo per ogni {\displaystyle {\vec {f^{j}}}} una matrice {\displaystyle s\times s} la matrice:
{\displaystyle A^{j}:={\begin{pmatrix}{\frac {\partial f_{1}^{j}}{\partial u_{1}}}&\cdots &{\frac {\partial f_{1}^{j}}{\partial u_{s}}}\\\vdots &\ddots &\vdots \\{\frac {\partial f_{s}^{j}}{\partial u_{1}}}&\cdots &{\frac {\partial f_{s}^{j}}{\partial u_{s}}}\end{pmatrix}}}
si dice che il sistema è iperbolico se per ogni {\displaystyle \alpha _{1},\ldots ,\alpha _{d}\in \mathbb {R} } la matrice {\displaystyle A:=\alpha _{1}A^{1}+\cdots +\alpha _{d}A^{d}} ha unicamente autovalori reali ed è diagonalizzabile.
Se la matrice {\displaystyle A} possiede autovalori reali distinti, allora è diagonalizzabile. In tal caso il sistema {\displaystyle (*)} è detto iperbolico in senso stretto.

### Sistemi iperbolici e leggi di conservazione
Esiste una connessione tra sistemi iperbolici e leggi di conservazione. Si consideri un sistema iperbolico di una EDP per una funzione incognita {\displaystyle u=u({\vec {x}},t)}. Allora il sistema iperbolico precedente assume la forma:
{\displaystyle \quad {\frac {\partial u}{\partial t}}+\sum _{j=1}^{d}{\frac {\partial }{\partial x_{j}}}{f^{j}}(u)=0}
La funzione {\displaystyle u} può essere una certa quantità con un dato flusso {\displaystyle {\vec {f}}=(f^{1},\ldots ,f^{d})}. Per mostrare che questa quantità si conserva, bisogna integrare su un dominio {\displaystyle \Omega }
{\displaystyle \int _{\Omega }{\frac {\partial u}{\partial t}}d\Omega +\int _{\Omega }\nabla \cdot {\vec {f}}(u)d\Omega =0}
Se {\displaystyle u} e {\displaystyle {\vec {f}}} sono funzioni sufficientemente lisce, si può usare il teorema della divergenza per cambiare l'ordine di integrazione e la derivata parziale rispetto al tempo per ottenere una legge di conservazione della quantità {\displaystyle u} nella forma generale:
{\displaystyle {\frac {d}{dt}}\int _{\Omega }ud\Omega +\int _{\partial \Omega }{\vec {f}}(u)\cdot {\vec {n}}d\Gamma =0}
che significa che il tasso di cambiamento temporale di {\displaystyle u} nel dominio {\displaystyle \Omega } è uguale al flusso netto {\displaystyle u} attraverso il suo bordo {\displaystyle \partial \Omega }. Poiché questa è un'equivalenza, {\displaystyle u} si conserva in {\displaystyle \Omega }.